# 戸田忠喬
戸田 忠喬（とだ ただたか）は、下野足利藩の第5代藩主。宇都宮藩戸田家分家5代。
明和元年（1764年）10月6日、第4代藩主・戸田忠言の八男として生まれる。明和8年（1771年）に兄の忠如が早世したため、12月23日に世子に指名される。安永3年12月（1775年）に父が死去したため、安永4年（1775年）2月8日に家督を継いだ。
安永9年12月18日（1781年）、従五位下・大炊頭に叙位・任官する。文政4年（1821年）4月7日に家督を三男・忠禄に譲って隠居した。天保8年（1837年）4月16日に死去した。享年74。

## 系譜
父母
- 戸田忠言（父）
- 丸野氏 ー 側室（母）

正室、継室
- 利尾 ー 戸田忠寛の養女、戸田忠盈の娘（正室）
- 喜勢 ー 毛利広寛の長女（継室）
- 戸沢正諶の娘（継々室）

側室
- 鈴木氏
- 永持氏

子女
- 戸田忠居（長男）生母は鈴木氏（側室）
- 牧野忠救正室、生母は鈴木氏（側室）
- 藪忠可（次男）生母は永持氏（側室）
- 戸田勝喬室
- 戸田忠禄（三男）生母は永持氏（側室）
- 中根氏の養女、生母は永持氏（側室）